# Три музыканта
«Три музыканта» (фр. Les trois musiciens) — картина Пабло Пикассо в стиле синтетического кубизма. Написана маслом на холсте в 1921 году. Находится в Нью-Йоркском музее современного искусства. Размер — 200,7 × 222,9 см.
Летом 1921 года в Фонтенбло Пикассо написал две версии «Трёх музыкантов». Одна из них, декоративно детализированная, хранится в Художественном музее Филадельфии, США, другая, в менее детальном исполнении, находится в Нью-Йорке. 
На картине изображены персонажи комедии дель арте. Слева, за столом, сидит Пьеро в маске. Он играет на кларнете. В центре находится Арлекин, играющий на гитаре. Справа — поющий монах в чёрном капюшоне. Монах держит в руках ноты. Считается, что в этой работе художник отобразил своих друзей и самого себя. Арлекин — это автопортрет Пикассо. С начала XX века художник часто представлял себя в этом образе. Пьеро, играющий на кларнете, указывает на Гийома Аполлинера, умершего в 1918 году от «испанки». Кларнет для Аполлинера символизирует трубку, которую тот постоянно курил. Монаха Пикассо ассоциирует с аскетом Максом Жакобом, уединившемся в монастыре незадолго до написания «Трёх музыкантов». В 1915 году Жакоб перешёл из иудаизма в католицизм, и Пикассо стал для него крёстным отцом. Однако в последние годы они отдалились друг от друга. На картине почти незаметно присутствует собака. Из-под стола торчат её лапы, голова и острый хвост. Самые светлые цветовые пятна сосредоточены в центре композиции. Их окружают тёмные цвета, создавая сумрачную мистическую атмосферу.
В версии, хранящейся в Художественном музее Филадельфии, нет собаки, Арлекин играет на скрипке, Пьеро и Арлекин поменялись местами, пол оранжевый, ноты лежат на столе, а не находятся в руках одного из музыкантов.
«Три музыканта» — последнее большое произведение в стиле синтетического кубизма. В 1949 году картина стала частью постоянной коллекции Музея современного искусства в Нью-Йорке. Её передал музею фонд Саймона Гуггенхайма.